# Fiesta

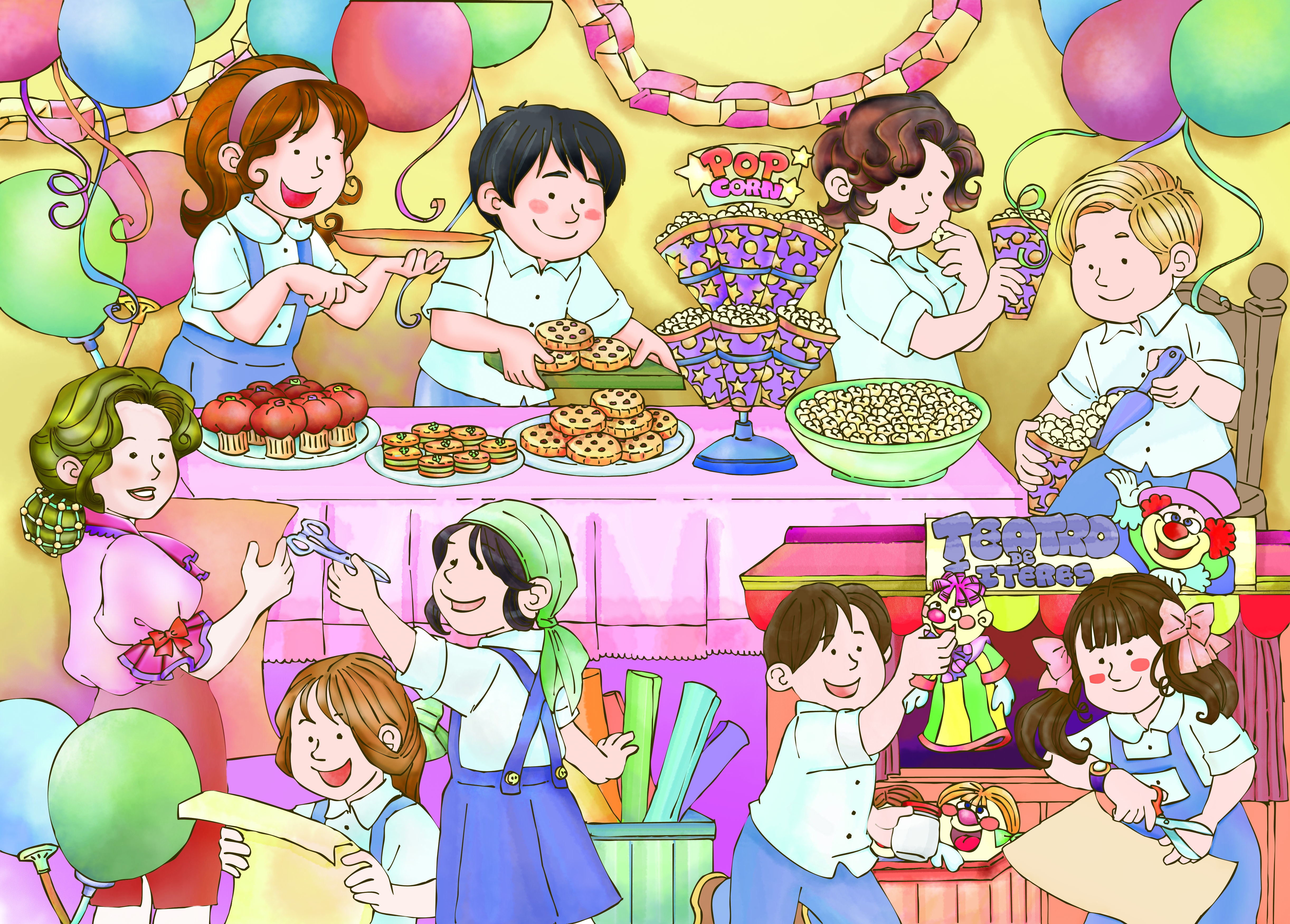
Caricatura que describe los preparativos de una fiesta infantil.

Una fiesta o celebración es un acto o evento de carácter grupal organizado de forma pública o privada en cuyo desarrollo se comparte tiempo y espacio por parte de los participantes y que se asocia al ocio y la diversión.
El término presenta, según los estudiosos del tema, una naturaleza compleja, extraordinaria y paradójica. Muchos autores consideran que aunque no se puede identificar fiesta y ritos, si hay que tener en cuenta que existe en el interior de toda fiesta una especie de ritos, a pesar de este concepto haya sufrido una transformación a lo largo del tiempo, por lo que tener un aspecto sagrado ha pasado a ser una conducta formal y rutinaria.

## Etimología
El vocablo «fiesta» es una voz patrimonial (heredada del latín), cuyo origen es festa, forma plural de festum, que a su vez proviene de festus (‘festivo’) y aparece muy pronto en las lenguas romances. Comparte raíz léxica con «feria», con el significado de ‘día festivo‘’. El idioma español o castellano es una de las pocas lenguas donde se contabilizan más de treinta maneras de denominar una fiesta, entre las cuales: farra, jarana, festejo, parranda, pachanga, jolgorio, guateque, juerga, festejo, kermés, bulla, bullanga, bullería, sarao, zambra, jaleo, cachondeo, verbena, sandunga, francachela, rumba, bonche, joda (español rioplatense), teteo (República Dominicana), carrete o fiestoca (Chile), mica (Costa Rica), arranque (Panamá), tono (Perú), pedo (México), chonchuenga (El Salvador), party o pari (anglicismo), leila (arabismo), etc.

## Historia
Las fiestas, como actos sociales han cambiado a lo largo de la historia de la humanidad, han tenido crisis, algunas han desaparecido, otras han cambiado tanto que es difícil relacionarlas con las fiestas de las que se originan. En general las fiestas aumentan su número de año en año.
Los estudios más recientes se centran en resaltar las transformaciones que las fiestas han sufrido. Algunas transformaciones se han centrado en la fecha de la celebración, o en su inserción a los calendarios que organizan la vida de las poblaciones. Otros cambios se han centrado en la sintaxis de la fiesta (lenguajes), como cuando se reducen los ritos y se expande la fiesta; o se produce una exhibición de vestimenta, o una comensalidad pública, un ludismo promíscuo o un esteticismo competitivo. Otros han alterado la semántica de la fiesta, es decir, el objeto celebrado, pasando a una secularización y autorreferencia, en busca de autenticidad del núcleo originario o, inclusivo, a una patrimonialización y autentificación históricas de la fiesta. Y algunas otras han cambiado el sujeto y organización social, dando lugar a un proceso de democratización e individualización de la fiesta, como es el caso de las fiestas asociacionistas (debidas a una movilización social de base), al surgimiento de la política de la fiesta , la emergencia de nuevas identidades o las fiestas de comunidades imaginadas o virtuales.

Fiesta en casa del pintor Peder Severin Krøyer en su casa en Dinamarca.

### La fiesta y el tiempo
Hay una compleja y clara relación entre la fiesta y el tiempo.
La fiesta rompe con la rutina de la vida cotidiana, tiene carácter constitutivo del tiempo social, diferenciándose entre fiestas cíclicas y fiestas ocasionales, entre aquellas que componen un sistema, dando lugar a un orden en la duración de la vida social, y aquellas que son fruto de una excepcionalidad, aunque simbolizan la irrupción de unos determinados poderes, mensajes o eventos.
Con la aparición del tiempo moderno, la agricultura pierde prioridad y su lugar es cumplimentado por el "orden cristiano-católico del tiempo". Surgen de este modo un grupo de fiestas centradas al ritual agrario, en el que se dan fiestas tan variadas como la bendición de animales y las rogativas para pedir la lluvia, o las fiestas de la cosecha (que acaban convirtiéndose en la fiesta mayor de muchos pueblos).
Tampoco se puede dejar de lado la importancia que llega a tener este orden cristiano-católico en el calendario festivo de las sociedades cristianizadas, que pasan a centrar su calendario festivo en el Calendario Litúrgico cristiano, basado en la superposición de una lógica lunar, de carácter móvil, como lo eran los Misterios de Cristo, y la lógica solar, considerada más estable, y que está centrada en el santoral o calendario del mártires de la Iglesia primitiva.
Esta cristianización de las fiestas tiene una repercusión en la sintaxis, el lenguaje, la forma de articular actos y el tipo de articulaciones que se dan lugar. Cabe destacar por ejemplo en la fiesta valenciana como se produce un aumento de la exhibición indumentarista de ciertas asociaciones que terminan en un esteticismo competitivo (como los disfraces de las fiestas de Moros y Cristianos, o los vestidos de valenciana en las fallas .. .); algo parecido ocurre con el comensalismo público o la organización de àgapes masivos, que en algunos casos tienen origen en rituales procedentes de la caridad pública.
También la semántica de la fiesta cambia, ya que los contenidos de la misma, es decir, el objeto que se celebra cambia; comprobándose la secularización de las fiestas, en las que se sustituye la celebración de un personaje por la celebración de la identidad comunitaria o personal. Así tenemos los ejemplos de cómo la fiesta de un santo, como San Antonio, se sustituye por la bendición de los animales, de manera que se da una reflexividad de la fiesta, ya que el sujeto celebrado y el objeto que se celebra se identifican simbólicamente.

## Tipos de fiestas

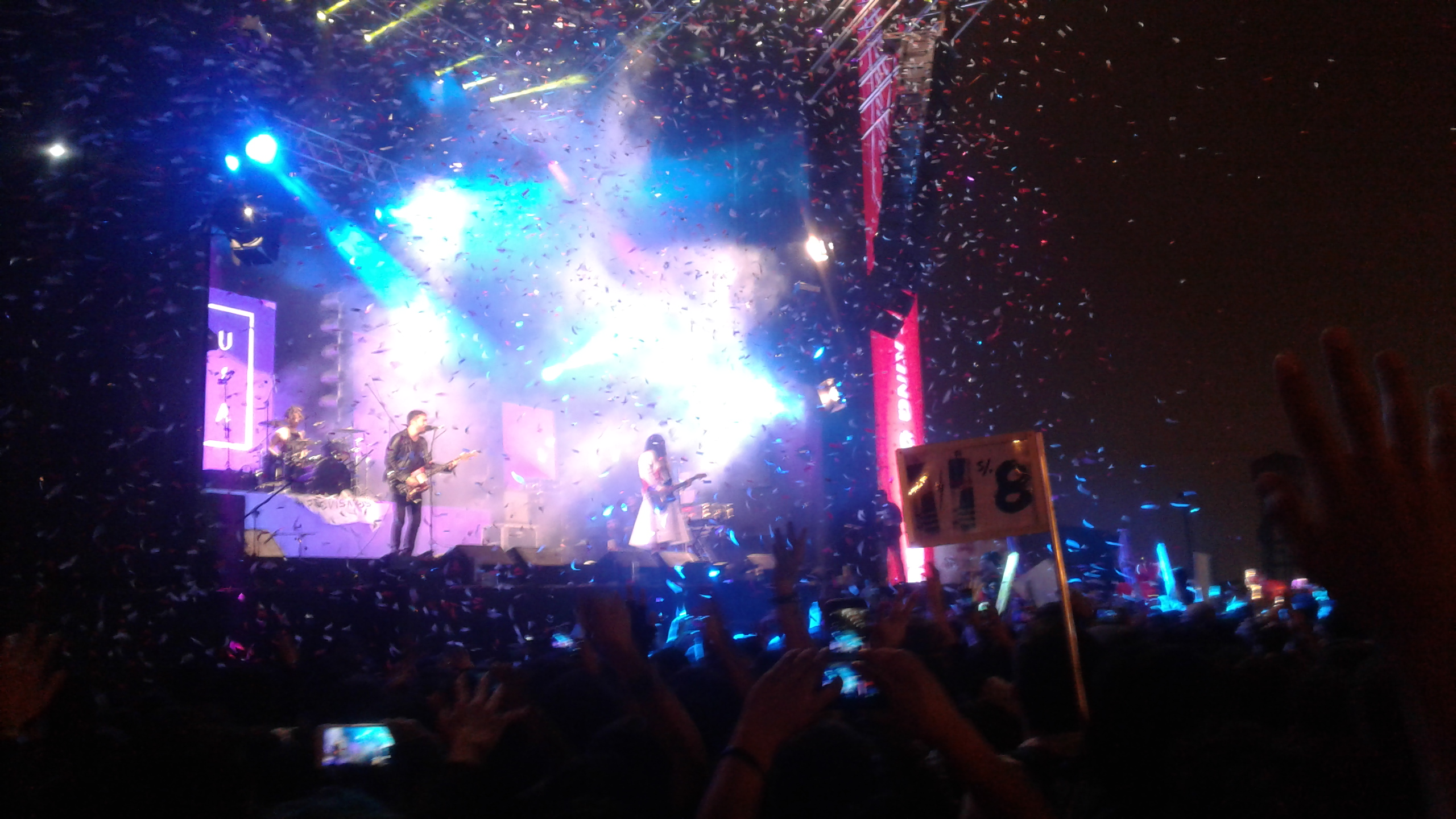
También en conciertos privados o públicos se puede festejar

Fiestas hay de muchos tipos, dando lugar a clasificaciones que pueden hacerse desde varios puntos de vista:

### Por su finalidad o dedicación
Clasificación dada por Luis de Hoyos Sainz:
Fiestas naturales o primitivas
- Estacionales: consecuencia del carácter cíclico de los fenómenos de la naturaleza.
- Míticas: origen en leyendas, apariciones, etc. Estas surgirían como un intento de explicación de los hechos naturales.
- Agrícolas o Ganaderas: consecuencia de la aplicación práctica de las Estacionales.

Fiestas sociales
- Religiosas: atenúan el carácter de admiración. Las fiestas religiosas son aquellas en las que el motivo de celebración es la Necesidad profunda de los individuos y grupos sociales para expresar la devoción religiosa, y por lo tanto reflejan sentimientos de acercamiento al mundo espiritual. En ellas se suele pedir la intercesión sobrenatural para solucionar algún problema, ya sea personal o colectivo; o bien se da gracias por los favores recibidos.[12] Las fiestas religiosas a menudo son fruto de la adopción de una fiesta anterior pagana, como es el caso de la Navidad o de la Noche de San Juan asociadas antiguamente con el movimiento aparente del sol. Otras en tanto se realizan en celebración o recordación de  un fenómeno religioso como una aparición de una Virgen o la canonización de un santo.  Y  Otras fiestas originariamente religiosas han desacralizado para mucha gente (Semana Santa en Sevilla, fiestas populares en conjunción con la Inmaculada Concepción, etc.). Incluso se da el caso de fiestas religiosas como el Carnaval caídas en cierto desuso que se han recuperado y reavivado por parte de instituciones cívicas para acentuar su vertiente lúdica.
- Paganas o Críticas: Excluyen el carácter de admiración. Las fiestas paganas o profanas pueden ser en primer lugar cíclicas, y pueden estar organizadas por las autoridades civiles y por organizaciones no gubernamentales, con el apoyo de la empresa privada.[12] Las fiestas locales como la Fiesta mayor, las fiestas de barrio, las Fallas, La Patum de Berga, Moros y Cristianos, San Fermín en Pamplona, la Feria de Abril, la Oktoberfest alemán, el Carnaval de Río de Janeiro, las fiestas de la vendimia y muchas otras han incrementado con el tiempo su incidencia con la atracción de mucha gente foránea y la promoción de los medios de comunicación.

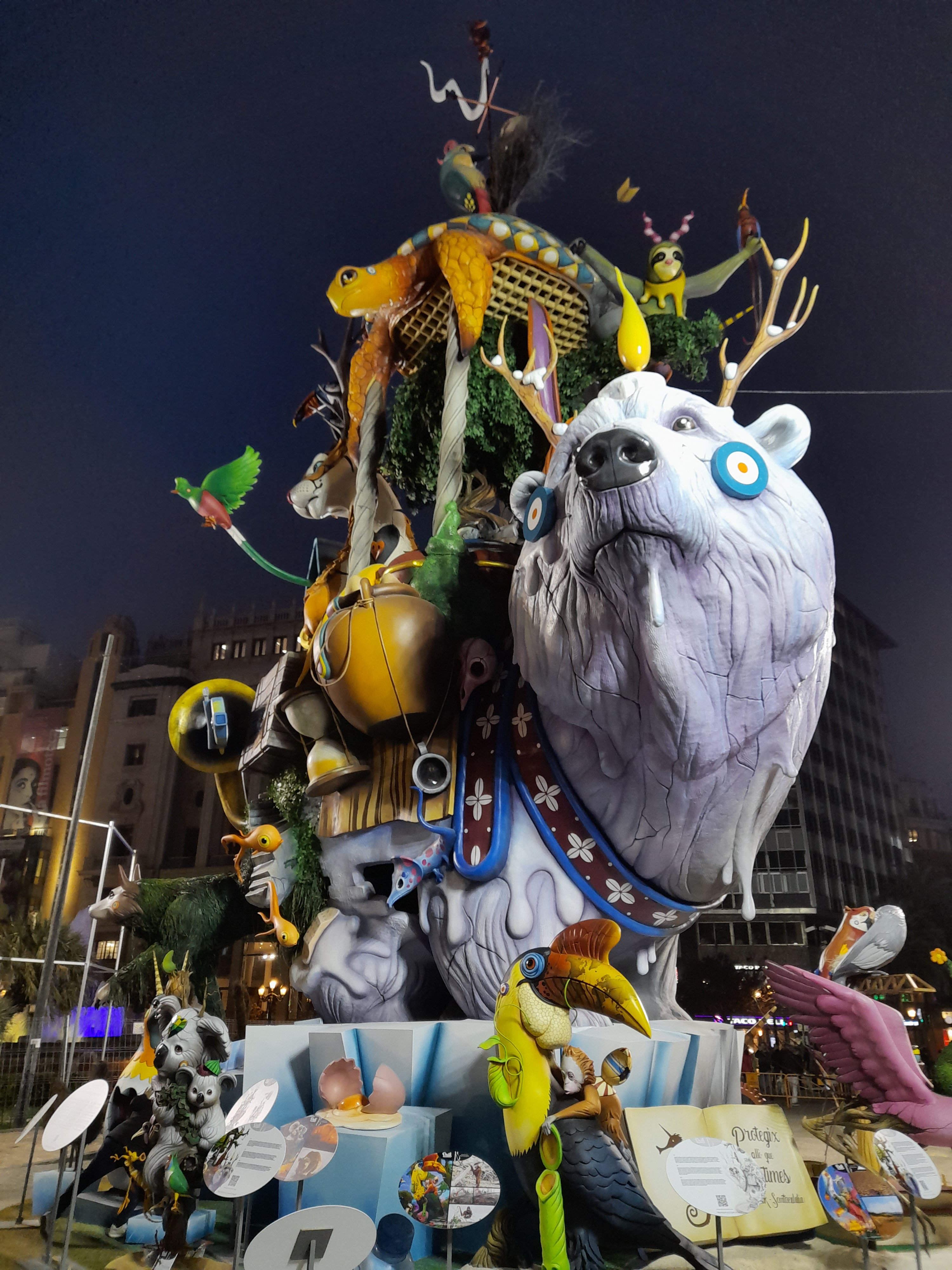
Esta imagen es una fotografía de las muy populares Fiestas de las Fallas en Valencia, España en 2022.

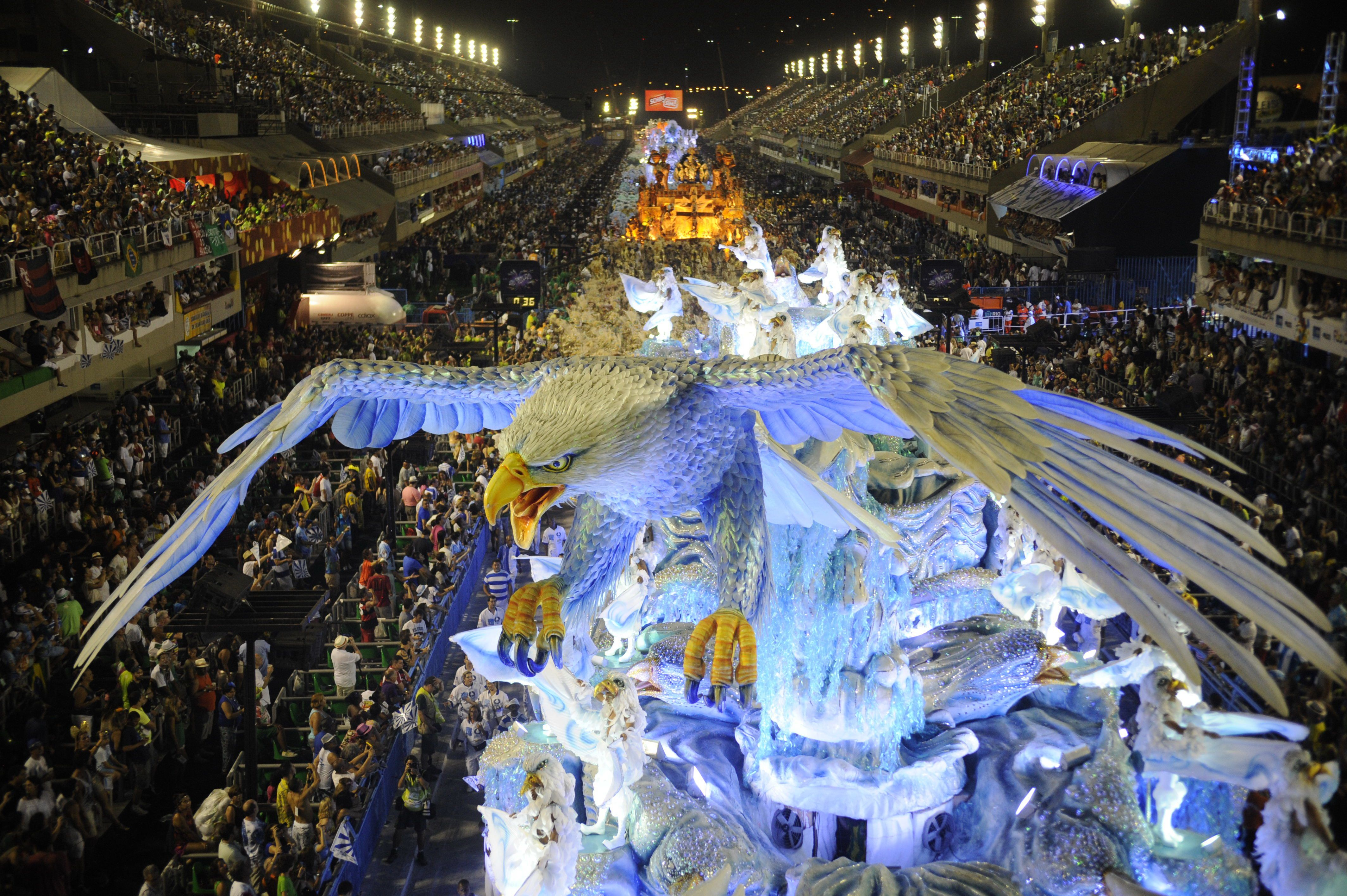
Desfile en el Carnaval de Río de Janeiro, Brasil.

- Históricas o Cívicas. Dentro de este grupo estarían las llamadas fiestas patrias que tratan de afianzar el sentido de nacionalidad y su motivo suele ser patriótico.[12] Los estados suelen celebrar como fiesta el día de la independencia, o de la Constitución, de determinadas batallas (toma de la Bastilla) consideradas decisivas. Las nacionalidades, regiones o fuerzas sindicales también tienen sus fiestas propias. En el primer caso, el 11 de septiembre en Cataluña, el 9 de octubre en Valencia. En la fiesta del trabajo del Primero de mayo, esta vivió una transformación sociológica, entre el modelo del franquismo ( "fiesta de San José Obrero", demostraciones "sindicales", persecución de las reivindicaciones de los sindicatos libres -clandestins) y el de la democracia , con la fiesta entendida como exaltación de la lucha obrera y sindical.

Fiestas privadas o familiares No afectan a la totalidad de los grupos sociales, aunque pueden tener un carácter público. Hay autores que se refieren a ellas como fiestas que celebran ciclos vitales y naturales.

Celebración de un bautizo católico en Venezuela.

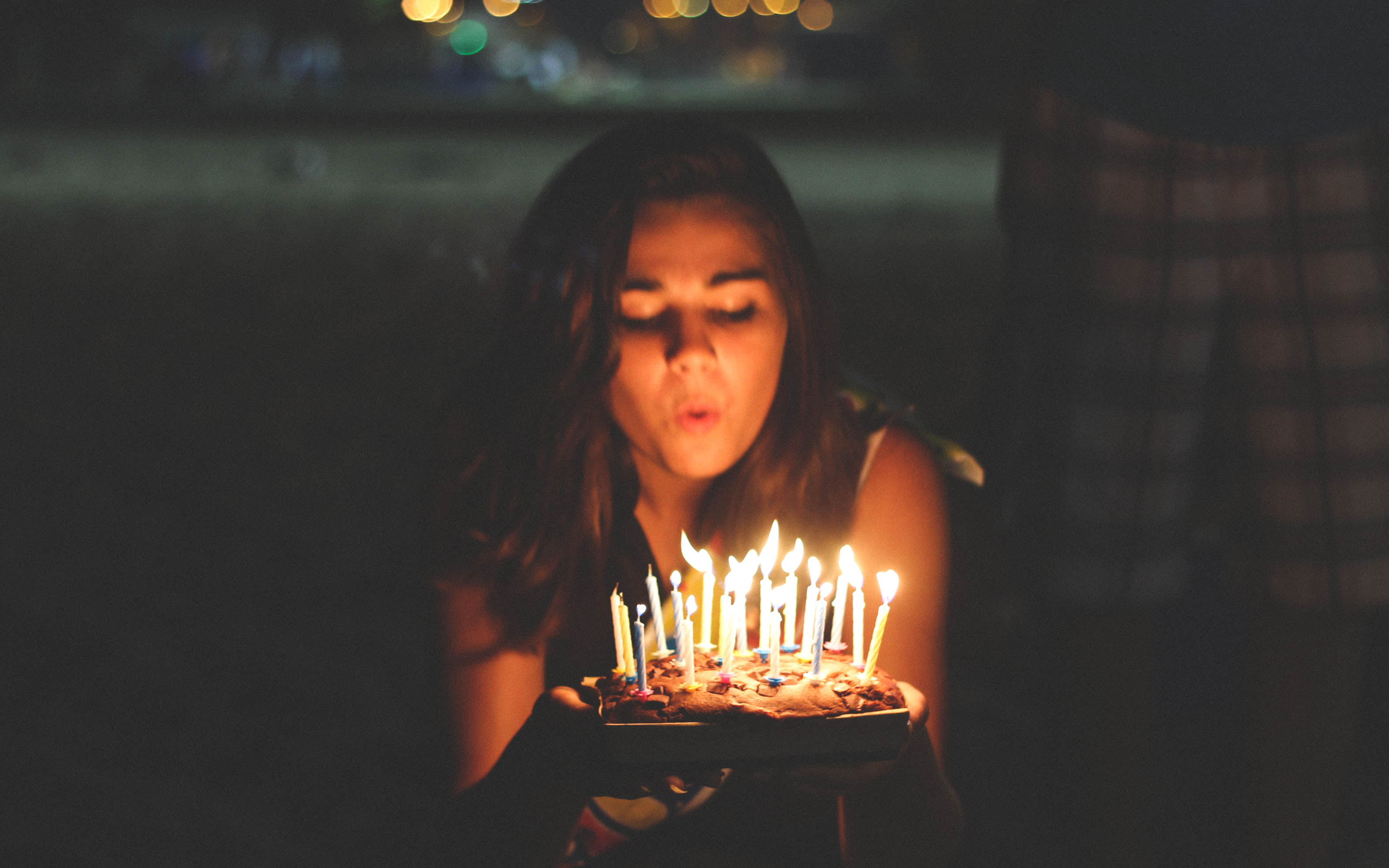
Una chica soplando las velas en un aniversario.

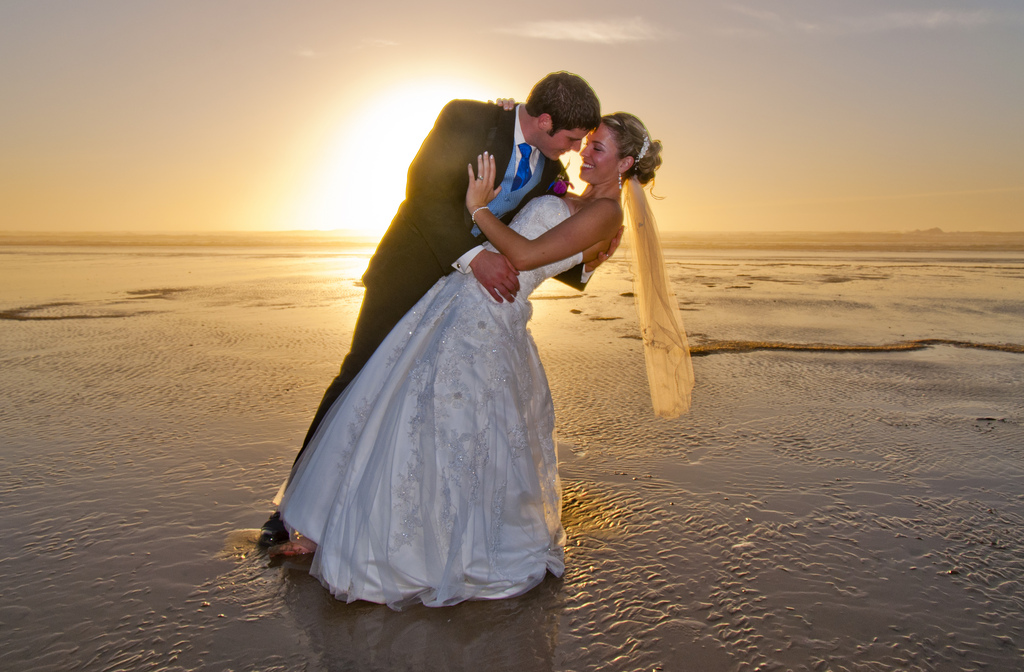
Una foto de boda en la playa.

- Bautizos
- Comuniones
- Onomásticas y Aniversario
- Cumpleaños
- Bodas
- Graduaciones
- Ascensos laborales

### Por estaciones astronómicas
Esta clasificación es presentada por Julio Caro Baroja:
Fiestas de Invierno europeo y norteamericano
- Navidad
- Año Nuevo
- Reyes
- Carnaval

Fiestas de Primavera (mayo / junio)
- Romerías / Rogativas.
- Cruces.
- Semana Santa.
- Mayos / Mayas.
- Corpus Christi.

Fiestas de Verano y Otoño
- San Juan.
- Patronales y de la cosecha.
- Romerías.
- Fiestas Agrícolas y Ganaderas.

### Por su temporalidad y liturgia eclesiástica
Invierno (en el hemisferio norte, únicamente.)
- Navidad, Año Nuevo y Reyes.
- Carnaval y Cuaresma.

Primavera
- Semana Santa.
- Pascua de Resurrección.

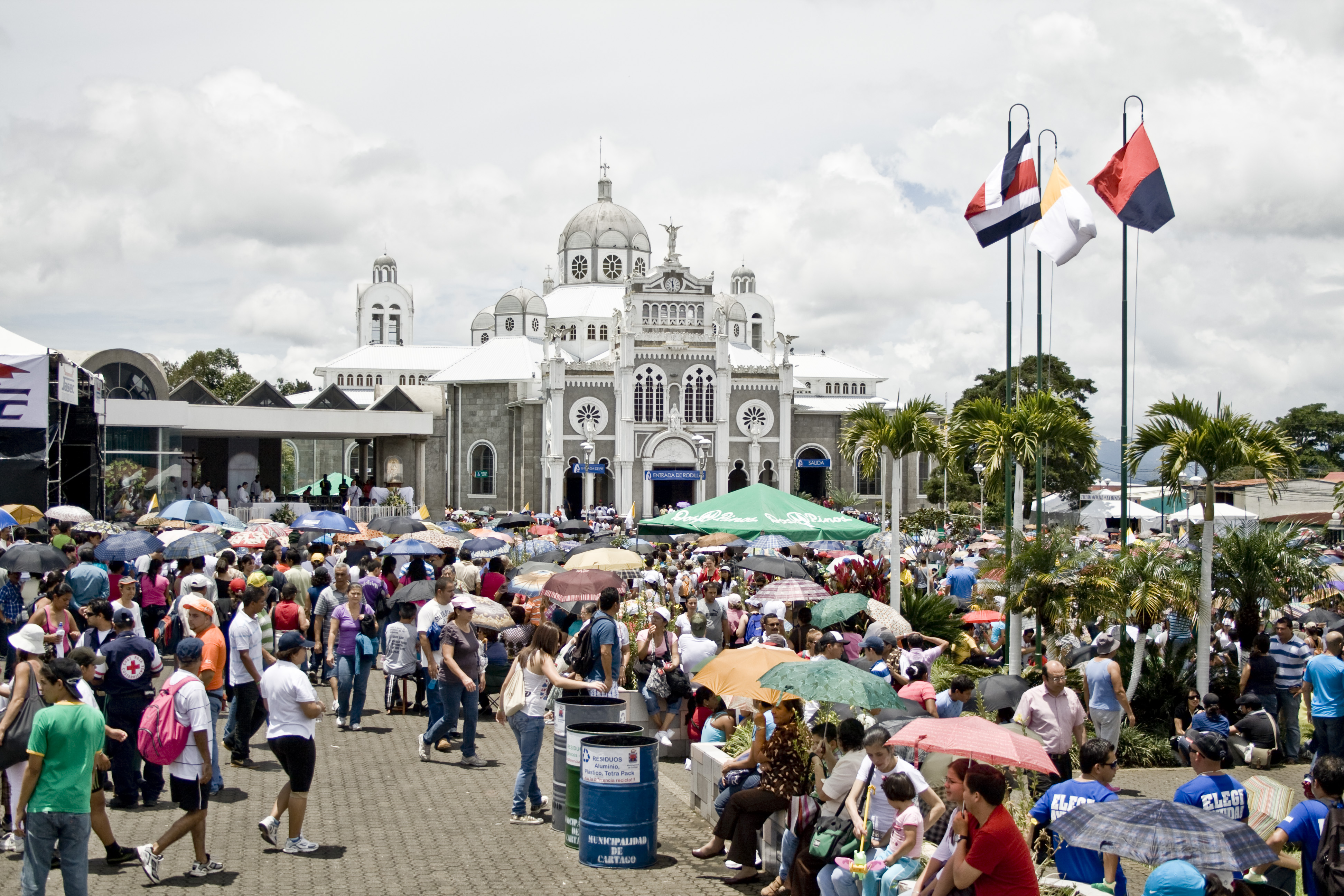
Romería de Nuestra Señora de los Ángeles, Cartago Costa Rica en 2011.

- Romerías en honor de las advocaciones locales.
- Fallas.
- Pentecostés.
- Mayos, Cruces de Mayo, etc.
- Corpus.

Verano / Otoño
- San Juan, Ascensión de la Virgen.
- Patronales.
- Romerías.
- Ferias y Verbenas.
- Moros y Cristianos.
- Toros.
- Ferias de Ganado.
- Todos los Santos, Difuntos.

### Otros

#### Por el nivel de reproducción de identidades
Clasificación según Isidoro Moreno Navarro:
- Fiestas Familiares.
- Fiestas Grupales.
- Fiestas Semicomunales.
- Fiestas Comunales.
- Fiestas Supracomunales.
- Fiestas Étnico-Regionales.
- Emigrantes y reproducción de la identidad local.

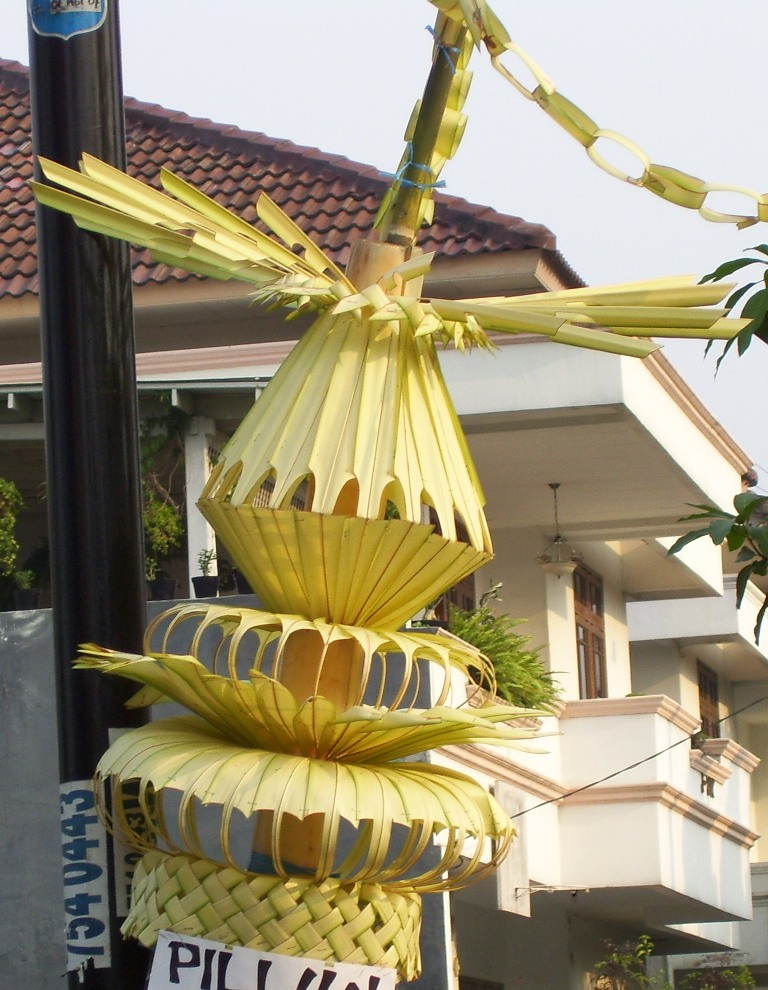
Janur, composición de hojas de palma que se utiliza como decoración por fiestas en Indonesia.

#### Por su vigencia
Según Javier Marcos Arévalo:
- Clásicas: Semana Santa, Corpus Christi, Patronales, Navidad, etc.
- Recuperadas: Carnaval, Toros, etc.
- De Reciente creación: Emigrantes, San Cristóbal, Conmemoraciones Históricas (Constitución), Días de las comunidades autónomas, Día del Estatuto, Día de la Mujer, Hitos locales, etc.
- Desaparecidas: bisbetó, Locos, Toro de San Marcos, etc.

#### Por quienes las organizan
Según Javier Marcos Arévalo:
- Organismos e Instituciones Públicas: civiles y religiosas.
- Instituciones Privadas: la Familia.
- Generacionales: Quintos, de sociedad, etc.
- De Género: La Candelaria, Las Niñeras, Jueves de Comadre, etc.
- Asociaciones y Grupos Voluntarios: Asociaciones de Vecinos, Hermandades, Peñas y otros grupos informales.

#### Otros
Según Javier Marcos Arévalo:

##### Según los niveles de integración sociocultural (variante de la clasificación anterior)
- De Grupos socioculturales, Étnicos (Grupales), etc.
- De Barrios.
- De Mitades o semicomunales.
- Comunales.
- Supracomunales.
- Nacionales, Regionales, Étnicas (Étnico-Regionales).

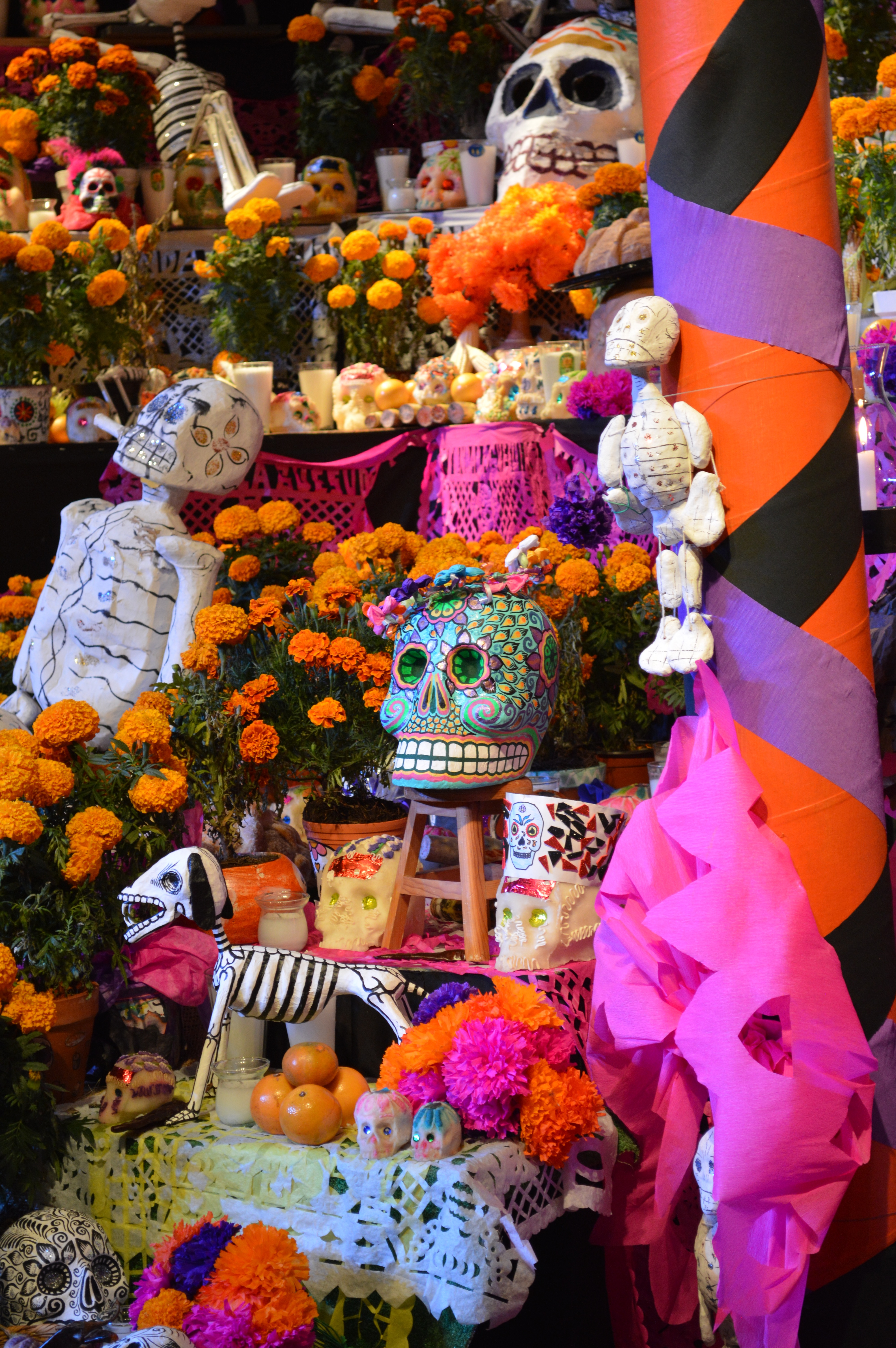
Ofrenda del Día de muertos que se celebra sobre todo en México.

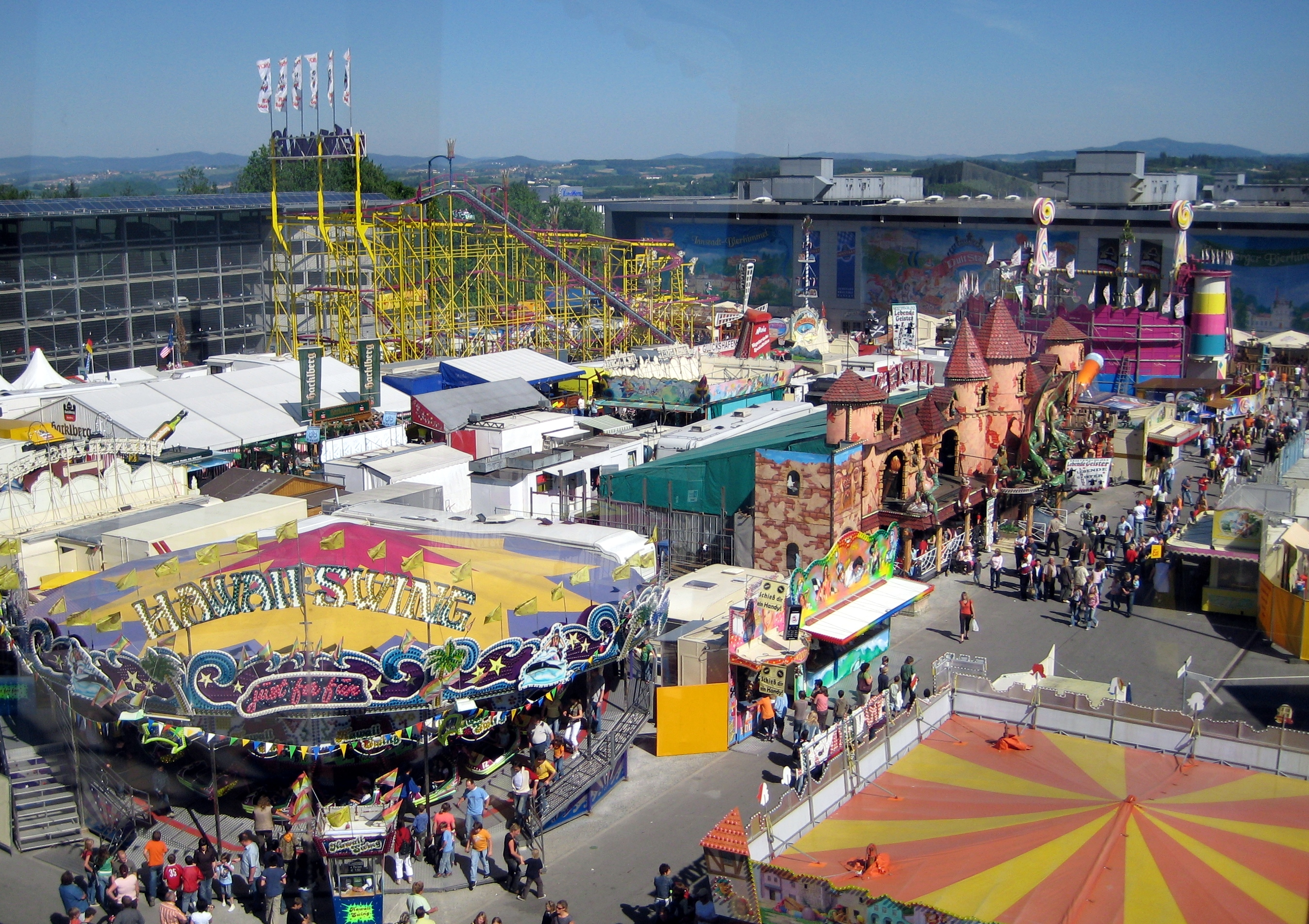
Fiesta con juegos mecánicos en una kermés, en Passau, Baviera, Alemania en 2007.

- Estatales.
- Supraestatales.

##### Según los sectores sociolaborales: profesionales, ocupacionales.

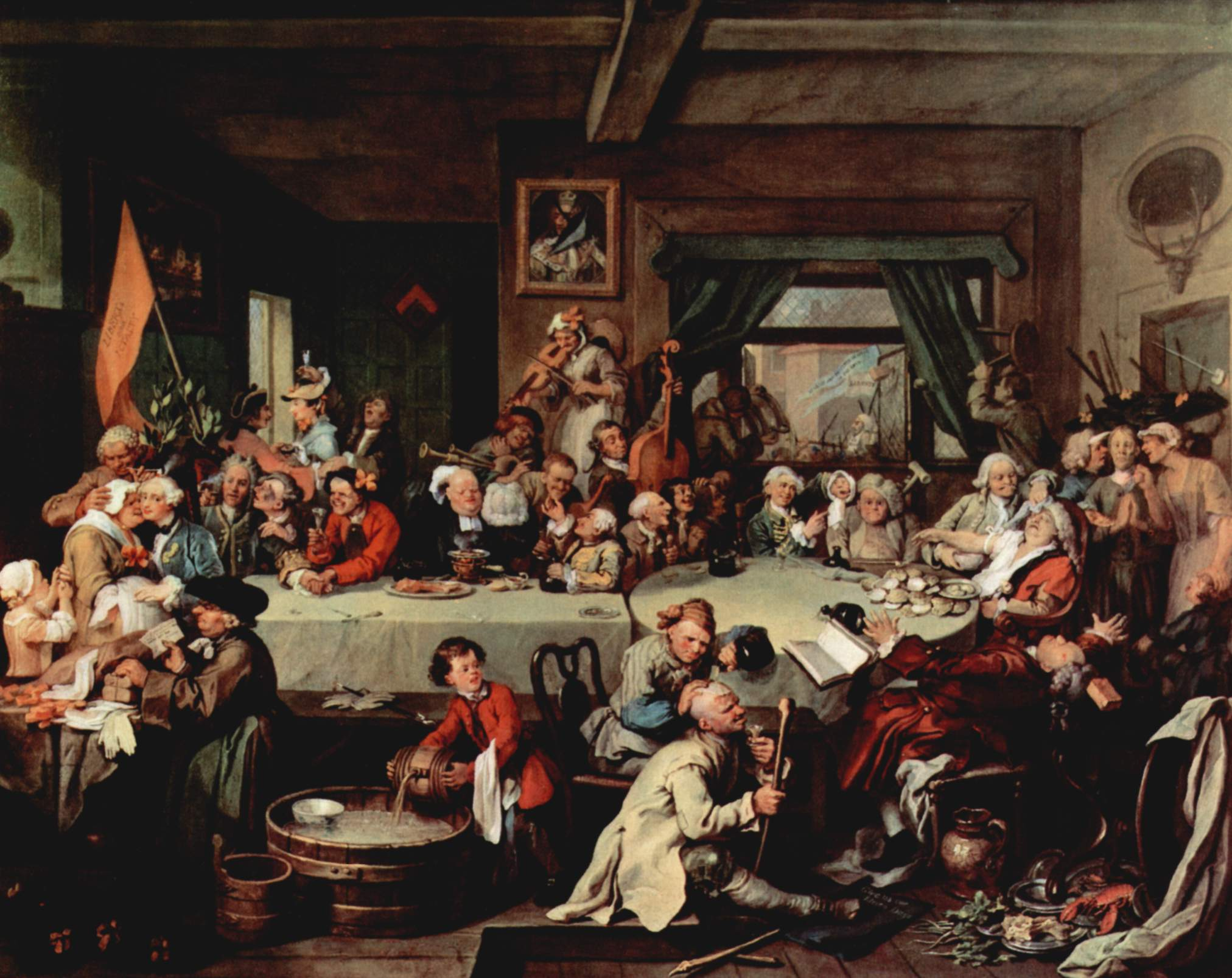
An Election Entertainment, obra de William Hogarth, de hacia 1755.

##### Según diversos criterios y categorías temáticas
- Religiosas.
- Profanas.
- Mixtas.
- Históricas.
- Míticas.
- Estacionales.
- De Promoción y de Ferias de Muestra: Vendimia, Cerezo, Tabaco, etc.
- Gastronómicas: de la matanza, de la pisto, del jamón, del queso, etc.

Algunas tipos de fiestas son:

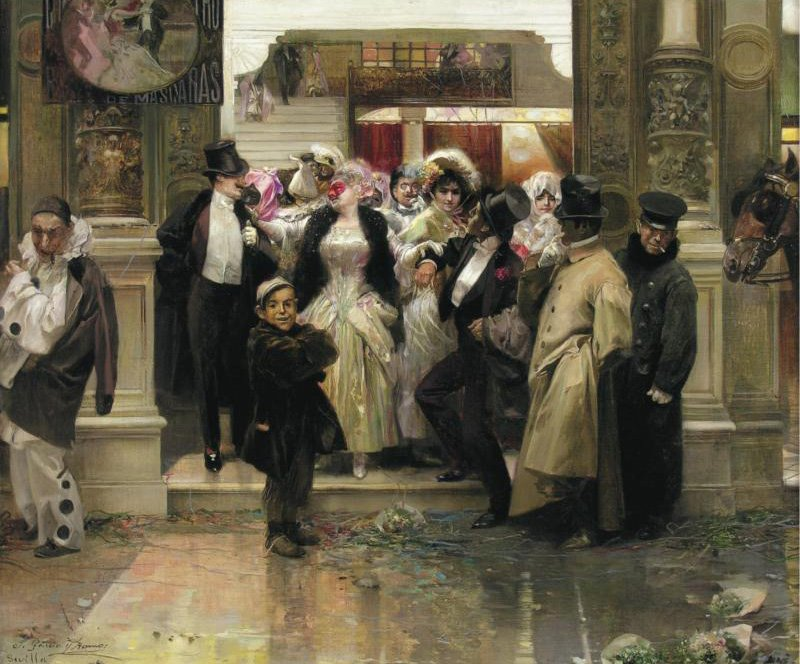
Salida de un baile de máscaras, pintura de José García Ramos de 1905.

- Fiesta cultural, fiesta popular, volksfest
- Fiesta religiosa
  - Fiesta patronal
  - Fiesta navideña
  - Fiesta de Halloween
- Fiesta de bodas
- Fiesta familiar
- Fiesta infantil
- Fiesta de cumpleaños
- Fiesta de disfraces
- Cotillón de fin de año
- Despedida de soltero
- Fiesta sorpresa
- Fiesta privada
- Fiesta de sombreros
- Fiesta universitaria
- Fiesta rural
- Fiesta urbana
- Fiesta de quince años
- Fiesta de 18 años (puesta de largo)

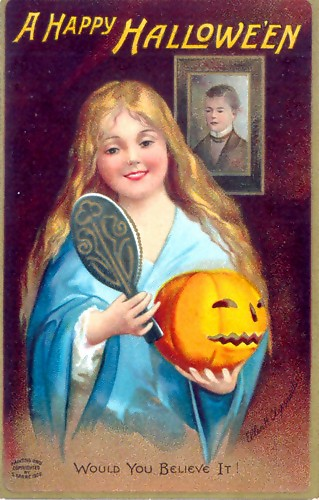
tarjeta postal de 1904 sobre la fiesta de Halloween.

- Puesta de largo

## Véase también

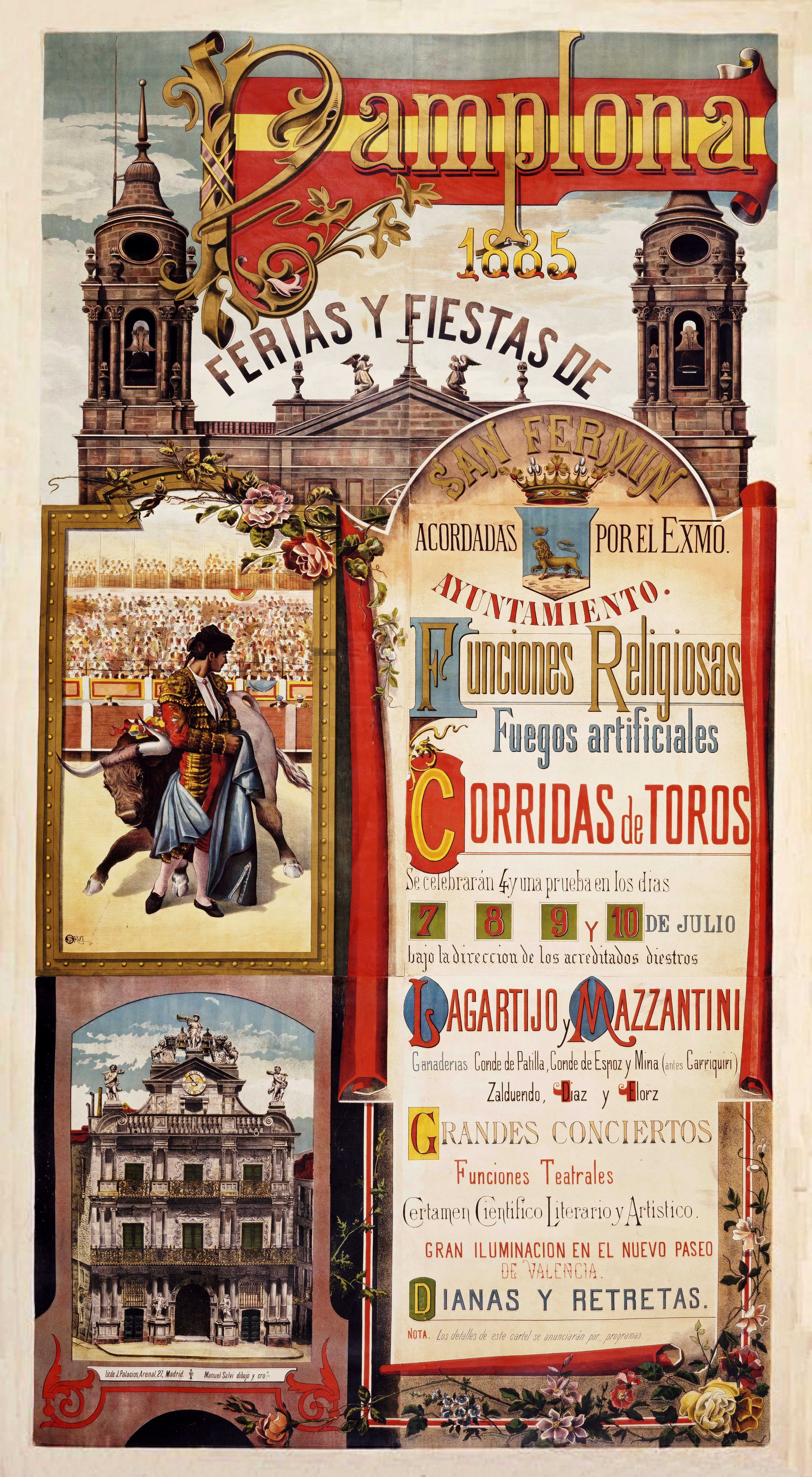
Cartel de las fiestas de San Fermín de 1885 de Pamplona (España).
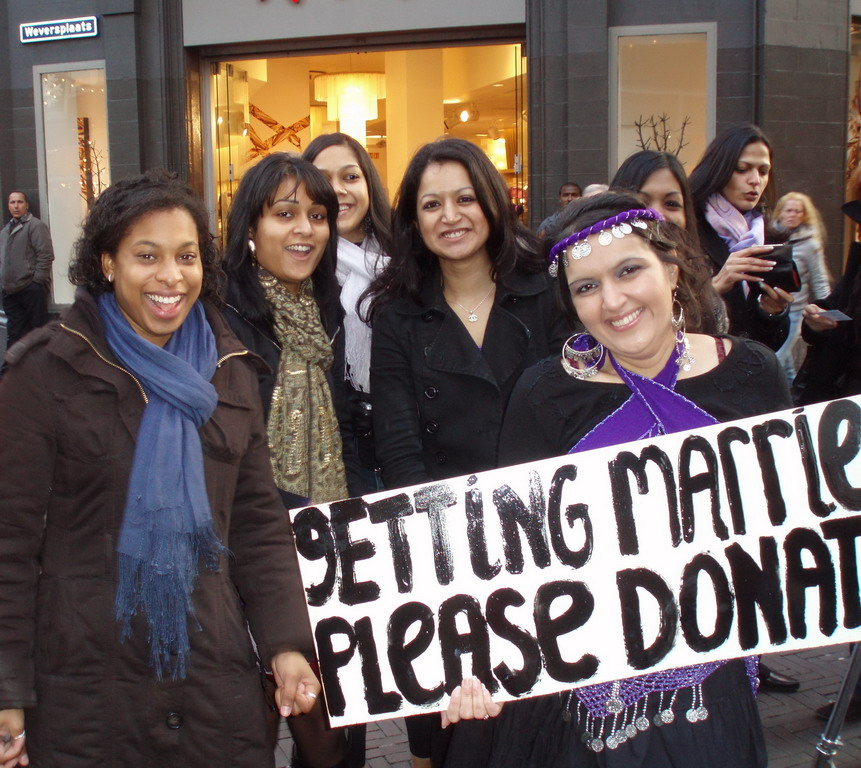
Una despedida de soltera.
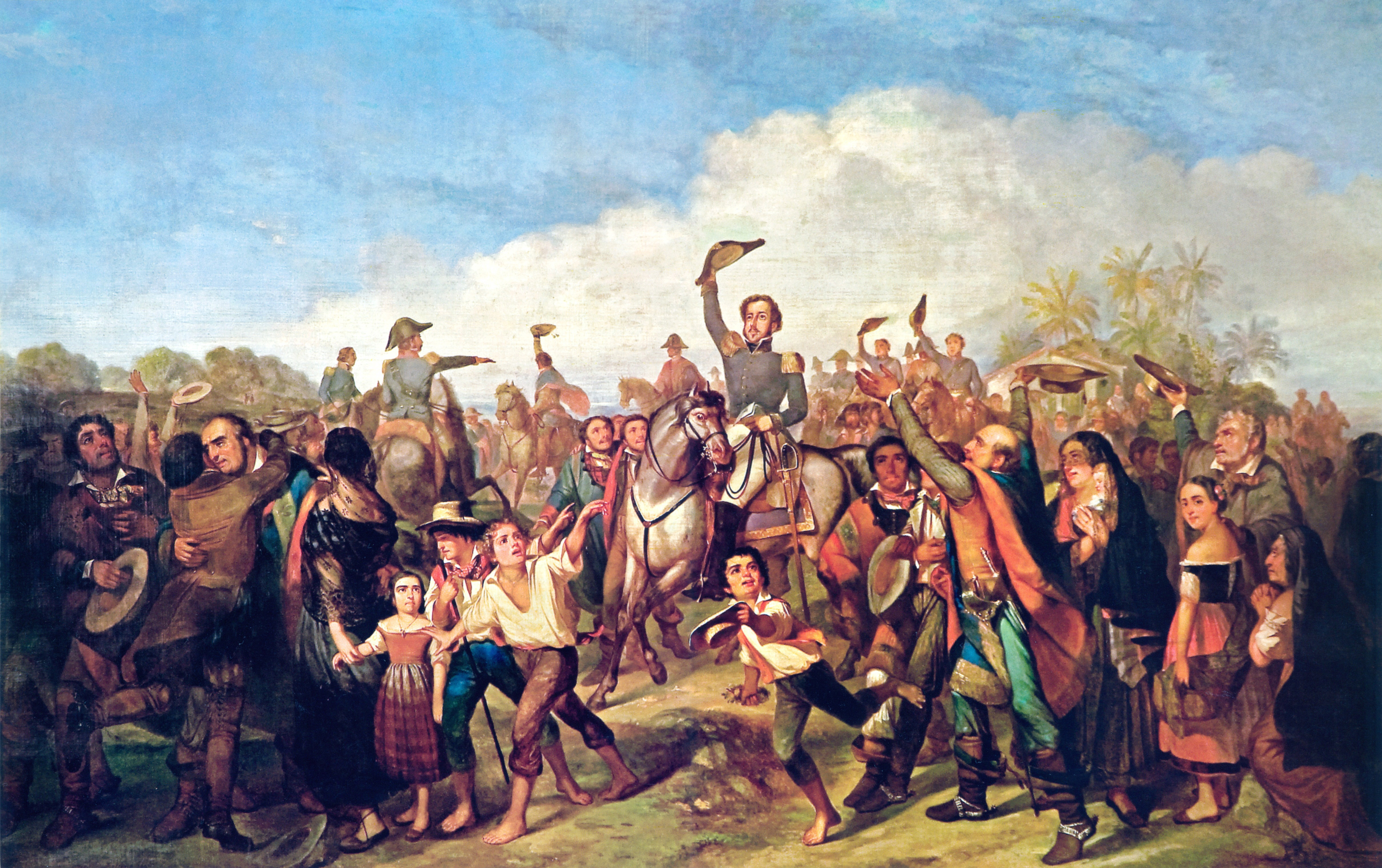
Origen de la fiesta de la independencia de Brasil. Pintura de François-René Moreau de Pedro I de Brasil y IV de Portugal que proclamó la independencia de Brasil en 1822 y se convirtió en su primer emperador.
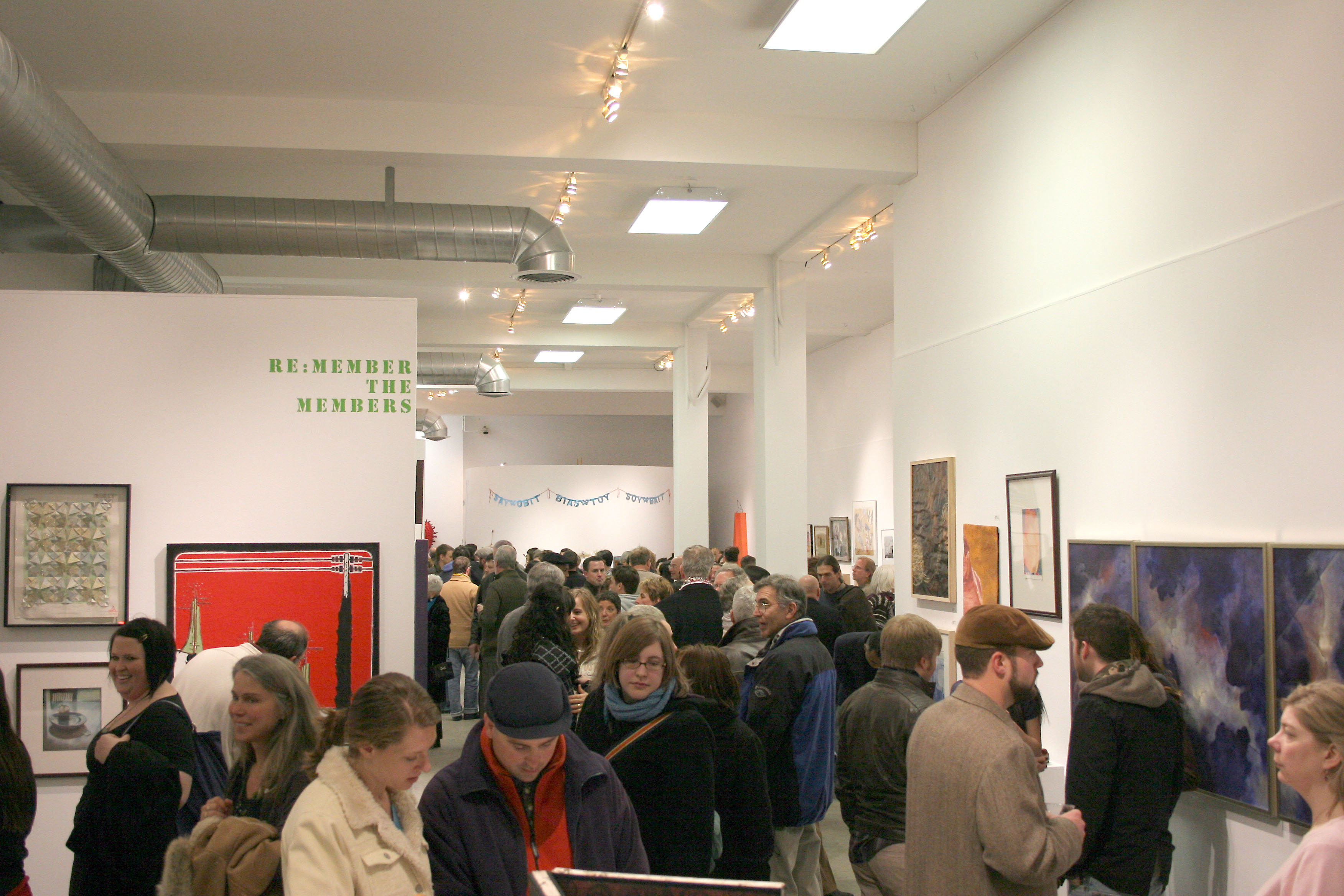
Fiesta en la inauguración de una exposición de arte.